# Victodrobia
Victodrobia é um género de gastrópode  da família Hydrobiidae.
Este género contém as seguintes espécies:
- Victodrobia burni
- Victodrobia elongata
- Victodrobia millerae
- Victodrobia victoriensis